# Cargoair
Cargoair Ltd es una aerolínea de carga con sede Sofía, Bulgaria. La compañía opera vuelos chárter en toda Europa y Oriente Medio. Su base principal es el aeropuerto de Leipzig/Halle con un hub en el aeropuerto de Sofía.

## Historia
Fue establecida en noviembre de 2007 como Agente General de Ventas de la línea aérea de carga bielorrusa Ruby Star, ofreciendo a sus clientes servicios de logística con aeronaves Ilyushin Il-76 y Antonov An-12. El mismo año Cargoair también compró un Boeing 737-300F. A partir de julio de 2009 inició operaciones para TNT Airways en su red europea. En septiembre de 2009 compró un segundo Boeing 737-300F. Debido a la creciente demanda de operaciones de arrendamiento de aviones de largo plazo y chárters ad hoc, la dirección de la empresa decidió comprar un tercer Boeing 737-300F, entregado en septiembre de 2011. En febrero de 2013, la empresa adquirió un Boeing 737-400 de pasajeros; su conversión a carguero fue terminada en julio de 2013. El 15 de julio de 2013, el Boeing 737-400F entró en servicio comercial para European Air Transport Leipzig. En noviembre de 2013 Cargoair añadió un segundo Boeing 737-400F a su flota.

## Flota

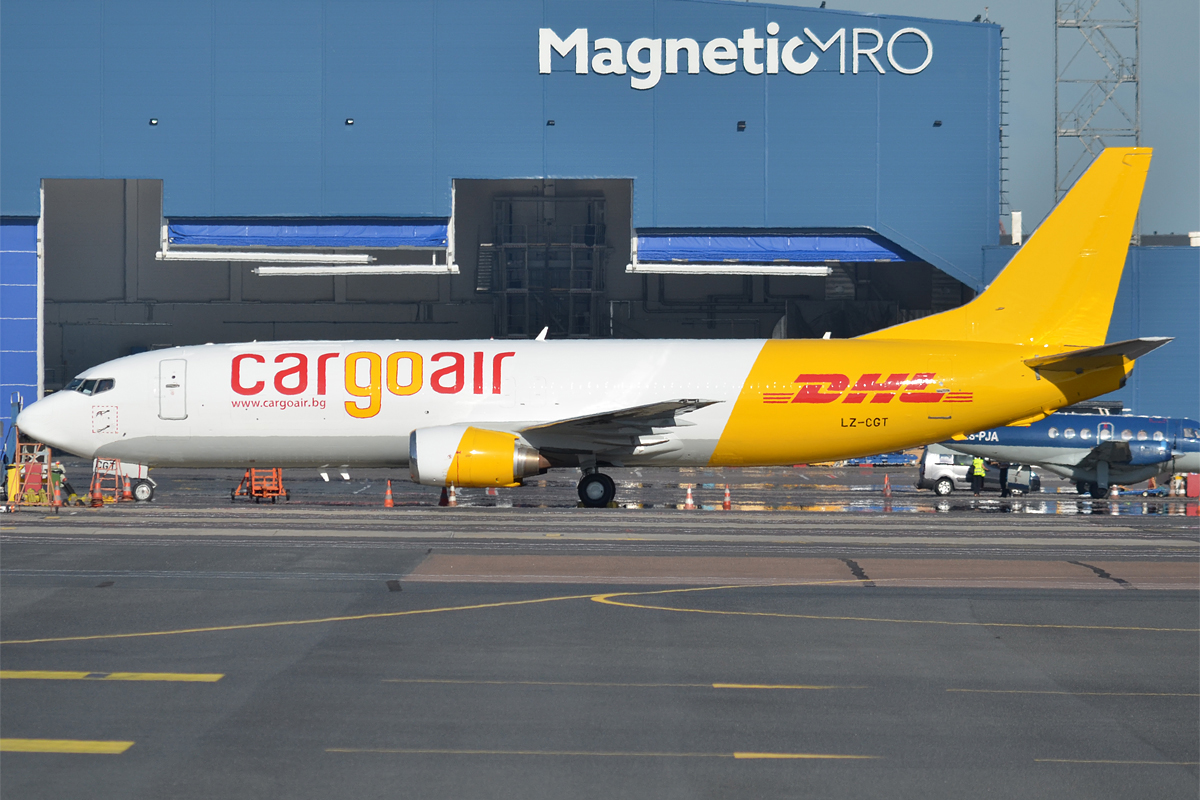
Boeing 737-400 de CargoAir operado por DHL

En septiembre de 2023, la flota de Cargoair consistía en las siguientes aeronaves, con una edad media de 28,2 años:
| Aeronave        | Total | Pedidos | Notas                                       |
| --------------- | ----- | ------- | ------------------------------------------- |
| Boeing 737-300F | 3     | —       | operados por European Air Transport Leipzig |
| Boeing 737-400F | 6     | —       | operados por European Air Transport Leipzig |
| Boeing 737-800F | 5     | —       |                                             |
| Total:          | 14    | —       |                                             |